# James Graham (Rugbyspieler)
James Graham (* 10. September 1985 in Maghull, Merseyside) ist ein englischer Rugby-League-Spieler. Er spielt für die Canterbury-Bankstown Bulldogs in der NRL.

## Karriere

### St Helens
Graham spielte bei St Helens anfangs als Juniorenspieler, sein Super-League-Debüt war im August 2003 gegen die Castleford Tigers.
2006 gewann er mit St Helens das Super League Grand Final gegen den Hull FC und das Challenge-Cup-Finale gegen die Huddersfield Giants und nahm mit Großbritannien an einem Testspiel gegen Neuseeland teil, bei dem er einen Versuch legte. Im darauffolgenden Jahr gewann er mit St Helens die World Club Challenge gegen die Brisbane Broncos, war bei 27 Spielen ein Teil der Startformation und wurde zum „Saints’ Young Player of the Year“ gewählt. Er unterschrieb einen Vertrag bis 2011.
2008 wurde er in das Super League Dream Team gewählt
, gewann den Man of Steel Award und wurde von den Rugby League Writers zum „prop of the year“ gewählt. Nach dem Ende der Super-League-Saison nahm er mit England an der Rugby-League-Weltmeisterschaft teil
. Sein Debüt war gegen Papua-Neuguinea. 2009 wurde er vom Magazin Rugby League World erneut zum „prop of the year“ gewählt.
2010 nahm er mit England an einem Testspiel gegen Frankreich und an den Four Nations teil. Da Adrian Morley verletzt war, ersetzte er ihn als Kapitän.
Die Super-League-Saison 2011 war Grahams letzte Saison bei St Helens, da eine Menge NRL-Clubs an ihm Interesse zeigten, am stärksten die Canterbury-Bankstown Bulldogs und die Parramatta Eels. Am 27. April 2011 stand schließlich fest, dass er nach Ende der Saison 2011 zu den Bulldogs wechseln würde.

### Canterbury-Bankstown
In seiner ersten Saison mit den Bulldogs nahm er an 26 Spielen teil und schaffte es, mit ihnen in das NRL Grand Final zu kommen, wo sie gegen die Melbourne Storm unterlagen. Während des Grand Finals hatte er Billy Slater, den Schlussmann von Melbourne, ins Ohr gebissen, woraufhin er für 12 Spiele gesperrt wurde.
2014 schafften die Bulldogs es erneut ins Grand Final. Da Michael Ennis, der Kapitän der Bulldogs, aufgrund einer Fußverletzung nicht dran teilnehmen konnte, waren Graham und sein Mitspieler Trent Hodkinson in dem Spiel die Kapitäne. Die Bulldogs unterlagen diesmal den South Sydney Rabbitohs.
Zu Beginn der Saison 2015 wurde bekanntgegeben, dass Graham der neue Kapitän der Bulldogs werden würde.